# Alberto Tejada Noriega
Alberto Tejada Noriega (Lima, 11 novembre 1956) è un ex arbitro di calcio e politico peruviano.

## Biografia
Figlio dell'anziano Alberto Tejada Burga, attuale presidente del Comitato arbitrale peruviano e già direttore di gara internazionale negli Anni Sessanta e Settanta, debuttò nel 1983 e fu arbitro internazionale dal 1986 al 1998. Ha arbitrato al Campionato mondiale di calcio 1994 le gare Camerun-Svezia e Marocco-Paesi Bassi, mentre al Campionato mondiale di calcio 1998 ha diretto Jugoslavia-Iran. A livello continentale ha diretto alcune partite della Copa América 1993 in Ecuador e della Copa América 1995 in Uruguay, tra cui la semifinale Messico-Ecuador; nel 1991, inoltre, è stato utilizzato nei Mondiali Under-20 in Portogallo. Ha arbitrato anche nella J. League nel 1994. Dal 2000 al 2002 è stato Presidente del Comitato arbitri del Perù. Attualmente è sindaco del Distretto di San Borja.